# Volta a Catalunya de 1934
La Volta a Catalunya de 1934 fou la setzena edició de la Volta a Catalunya. La prova es disputà en deu etapes entre el 16 i el 24 de juny de 1934, per un total de 1.358 km. El vencedor final fou l'italià Bernardo Rogora, per davant del belga Alfons Deloor i el també italià Nino Sella.
Dels 136 ciclistes que van prendre la sortida 65 l'acabaren. En aquesta edició s'atorga per primer cop el Gran premi de la muntanya.

## Classificació final
| Pos. | Ciclista        | Club                        | Temps       |
| ---- | --------------- | --------------------------- | ----------- |
| 1    | Bernardo Rogora | Gloria                      | 45h 36' 07" |
| 2    | Alfons Deloor   | Colin                       | + 6' 06"    |
| 3    | Nino Sella      | Maino                       | + 6' 58"    |
| 4    | Marià Cañardo   | Orbea                       | + 9' 42"    |
| 5    | Antoine Dignef  | Genial Lucifer - Hutchinson | + 15' 26"   |
| 6    | Joan Gimeno     |                             | + 19' 59"   |
| 7    | Carlo Romanatti | Ganna                       | + 22' 15"   |
| 8    | Antoni Escuriet | Orbea                       | + 23' 45"   |
| 9    | Michel Catteeuw |                             | + 30' 08"   |
| 10   | Gustaaf Deloor  | De Dion                     | + 31' 03"   |

## Classificació de la muntanya
| Pos. | Ciclista         | Punts |
| ---- | ---------------- | ----- |
| 1    | Bernardo Rogora  | 31    |
| 2    | Emiliano Álvarez | 23    |
| 3    | Nino Sella       | 18    |

## Etapes
| Etapa | Data       | Recorregut                         | km    | Guanyador                | Líder           |
| ----- | ---------- | ---------------------------------- | ----- | ------------------------ | --------------- |
| 1a    | 16 de juny | Barcelona - Manresa                | 89,0  | Isidre Figueras          | Isidre Figueras |
| 2a    | 17 de juny | Manresa - Reus                     | 155,0 | Alfons Deloor            | Alfons Deloor   |
| 3a    | 18 de juny | Reus - Valls                       | 111,0 | Marià Cañardo            | Marià Cañardo   |
| 4a    | 19 de juny | Valls - Lleida                     | 142,0 | Roger Chene              | Marià Cañardo   |
| 5a    | 20 de juny | Lleida - Andorra                   | 188,0 | Bernardo Rogora          | Bernardo Rogora |
| 6a    | 21 de juny | Andorra - La Bisbal d'Empordà      | 249,0 | Nino Sella               | Bernardo Rogora |
| 7a    | 22 de juny | La Bisbal d'Empordà - Girona (CRI) | 55,0  | Nino Sella               | Bernardo Rogora |
| 8a    | 22 de juny | Girona - Figueres                  | 118,0 | Bernardo Rogora          | Bernardo Rogora |
| 9a    | 23 de juny | Figueres - Terrassa                | 168,0 | Josep Nicolau i Balaguer | Bernardo Rogora |
| 10a   | 24 de juny | Terrassa - Barcelona               | 83,0  | Antoni Escuriet          | Bernardo Rogora |

### Etapa 1 Barcelona - Manresa. 89,0 km
|   | Ciclista               | Temps      |
| - | ---------------------- | ---------- |
| 1 | Isidre Figueras        | 2h 33' 19" |
| 2 | Vicente Cebrián Ferrer | m. t.      |
| 3 | Roger Chene            | m. t.      |

|   | Ciclista               | Temps      |
| - | ---------------------- | ---------- |
| 1 | Isidre Figueras        | 2h 33' 19" |
| 2 | Vicente Cebrián Ferrer | m. t.      |
| 3 | Roger Chene            | m. t.      |

### Etapa 2. Manresa - Reus. 155,0 km
|   | Ciclista          | Temps      |
| - | ----------------- | ---------- |
| 1 | Alfons Deloor     | 4h 41' 24" |
| 2 | Emiliano Álvarez  | + 01"      |
| 3 | Federico Ezquerra | m. t.      |

|   | Ciclista          | Temps      |
| - | ----------------- | ---------- |
| 1 | Alfons Deloor     | 7h 14' 43" |
| 2 | Federico Ezquerra | + 05"      |
| 3 | Manuel Capella    | + 41"      |

### Etapa 3. Reus - Valls. 111,0 km
|   | Ciclista        | Temps      |
| - | --------------- | ---------- |
| 1 | Marià Cañardo   | 4h 51' 10" |
| 2 | Bernardo Rogora | m. t.      |
| 3 | Vicente Trueba  | m. t.      |

|   | Ciclista        | Temps       |
| - | --------------- | ----------- |
| 1 | Marià Cañardo   | 12h 10' 09" |
| 2 | Bernardo Rogora | m. t.       |
| 3 | Vicente Trueba  | m. t.       |

### Etapa 4. Valls - Lleida. 142,0 km
|   | Ciclista        | Temps      |
| - | --------------- | ---------- |
| 1 | Roger Chene     | 5h 35' 00" |
| 2 | Michel Catteeuw | m. t.      |
| 3 | Nino Sella      | m. t.      |

|   | Ciclista        | Temps       |
| - | --------------- | ----------- |
| 1 | Marià Cañardo   | 17h 46' 59" |
| 2 | Nino Sella      | + 01' 17"   |
| 3 | Bernardo Rogora | + 01' 40"   |

### Etapa 5. Lleida - Andorra. 188,0 km
|   | Ciclista        | Temps      |
| - | --------------- | ---------- |
| 1 | Bernardo Rogora | 5h 20' 06" |
| 2 | Nino Sella      | + 02' 41"  |
| 3 | Alfons Deloor   | + 03' 40"  |

|   | Ciclista        | Temps       |
| - | --------------- | ----------- |
| 1 | Bernardo Rogora | 23h 08' 45" |
| 2 | Nino Sella      | + 02' 18"   |
| 3 | Alfons Deloor   | + 04' 04"   |

### Etapa 6. Andorra - La Bisbal d'Empordà. 249,0 km
|   | Ciclista       | Temps      |
| - | -------------- | ---------- |
| 1 | Nino Sella     | 8h 36' 20" |
| 2 | Manuel Capella | m. t.      |
| 3 | Alfons Deloor  | m. t.      |

|   | Ciclista        | Temps       |
| - | --------------- | ----------- |
| 1 | Bernardo Rogora | 31h 45' 05" |
| 2 | Nino Sella      | + 02' 18"   |
| 3 | Alfons Deloor   | + 04' 04"   |

### Etapa 7. La Bisbal d'Empordà - Girona. 55,0 km (CRI)
|   | Ciclista        | Temps      |
| - | --------------- | ---------- |
| 1 | Nino Sella      | 1h 36' 24" |
| 2 | Alfons Deloor   | + 22"      |
| 3 | Bernardo Rogora | + 46"      |

|   | Ciclista        | Temps       |
| - | --------------- | ----------- |
| 1 | Bernardo Rogora | 33h 22' 15" |
| 2 | Nino Sella      | + 01' 32"   |
| 3 | Alfons Deloor   | + 03' 40"   |

### Etapa 8. Girona - Figueres. 118,0 km
|   | Ciclista          | Temps      |
| - | ----------------- | ---------- |
| 1 | Bernardo Rogora   | 3h 17' 24" |
| 2 | Antonio Destrieux | + 46"      |
| 3 | Vicente Bachero   | + 02' 26"  |

|   | Ciclista        | Temps       |
| - | --------------- | ----------- |
| 1 | Bernardo Rogora | 36h 39' 39" |
| 2 | Alfons Deloor   | + 06' 06"   |
| 3 | Nino Sella      | + 06' 28"   |

### Etapa 9. Figueres - Terrassa. 168,0 km
|   | Ciclista        | Temps      |
| - | --------------- | ---------- |
| 1 | Josep Nicolau   | 6h 28' 00" |
| 2 | Carlo Romanatti | m. t.      |
| 3 | Nino Sella      | + 05' 21"  |

|   | Ciclista        | Temps       |
| - | --------------- | ----------- |
| 1 | Bernardo Rogora | 43h 13' 00" |
| 2 | Alfons Deloor   | + 06' 06"   |
| 3 | Nino Sella      | + 06' 28"   |

### Etapa 10. Terrassa - Barcelona. 84,0 km
|   | Ciclista         | Temps      |
| - | ---------------- | ---------- |
| 1 | Antonio Escuriet | 2h 20' 40" |
| 2 | Roger Chene      | + 02' 27"  |
| 3 | Marià Cañardo    | m. t.      |

|   | Ciclista        | Temps       |
| - | --------------- | ----------- |
| 1 | Bernardo Rogora | 45h 36' 07" |
| 2 | Alfons Deloor   | + 06' 06"   |
| 3 | Nino Sella      | + 06' 28"   |